# Archaetya chacei
Archaetya chacei е вид десетоного от семейство Atyidae. Видът е уязвим и сериозно застрашен от изчезване.

## Разпространение и местообитание
Разпространен е в Коста Рика (Кокос) и Панама.
Обитава сладководни басейни и потоци.